# 80後
80後（はちれいご、中: 80后、拼音: Bā Líng Hòu、バーリンホウ）とは、中華人民共和国における用語の一つで、一般的に1980年代生まれの世代を指す言葉である。
“80後”は計画出産政策（一人っ子政策）施行後に生まれ、その多くが一人っ子である。小皇帝の元祖とも言える。親や祖父母からの愛情を一身に受け育った為、一般的に「ワガママ」と言われ、「最も利己的な世代」「最も反逆の世代」「世間も知らずに最も期待できない世代」と世間から厳しい評価を受けてきた世代でもある。

## 定義
“80後”とは、国際社会学者達が社会発展について討論している中で生まれた「代名詞」である。計画出産政策施行後に生まれた世代の人たちを指す（計画出産政策の新段階は1979年から施行されている）。中国では、歴史上初めて法律によって出産を制限するようになってから直面しているすべての問題、特に1980年以降に生まれた一人っ子たちの生活、成長、教養などの発展問題について議論されてきた。80後世代には改革開放という特殊な時代の傷跡が顕著に刻まれており、よく“90後”世代とともに議論されてきた。その後、1980年代生まれの人たちを指す言葉として広く使われるようになった。また、これにより“70後”“90後”といった言葉も生まれた。
出生の時期によって分類し、定義づけすることは科学的な方法ではないが、文化の流れの変化を見る一つの指標としては有効的な方法である。この言葉は青年作家の恭小兵によって初めて打ち出された。本来は文学界における1980年〜1989年生まれの若い作家の総称として使われていたが、以後様々な分野で使われるようになり今では1980年代生まれの若者を総称して“80後”と呼ぶようになった。“80後”は狭義として1980年〜1989年生まれの若者、広義として1980年代以降生まれの若者を指す。また、80後をより細分化して“85後（1985年〜1989年生まれの人）”という言葉もある。これは1980年〜1984年生まれの人が経験した時代変化の特質と85後の新世代を形成するそれとを強調する際に用いるが、あまり普遍的な表現ではない。
2009年の春節聯歓晩会（中国中央テレビが毎年旧暦の大晦日に放送する特別番組）で、80歳以上の人を指す新しい概念が提唱された。
ただし、“80後”という言葉は、ただその世代を指すだけの言葉ではない。“80後”は、独自の文化と一世代の文化の潮流を含んだ言葉なのである。“80後”は今20〜30歳となっているが、現在活躍している若い書き手の多くが1980年代以降に生まれている。1985年〜1986年以降に生まれた若者の中で早くに成功した者は、本を出したのでなければ、演劇や歌で有名になっている。これを“80後現象”“80後写作（80後の創作）”と呼ぶ。

## “80後”のイメージ
“80後”は特殊な時代背景の中で育ってきた為、長い間マイナスイメージをもたれており、数年前にはインターネットなどメディア上で「崩壊する世代」「最も責任感のない世代」「愚昧の世代」「最も身勝手な世代」「最も反逆する世代」というような攻撃的な表現を含め、“80後”を差別視するような言葉を至る所で見かけた。しかし、時が流れ、“80後”の年齢が上がるに伴い、人々の彼らに対するイメージや偏見は次第に変わってきた。特に2008年5月12日の四川大地震発生後、また北京オリンピックの聖火リレーなどの中で、彼ら若者の気骨の精神はる有力な中堅の力として愛国ブームの火付け役となり、精力的に愛国、思弁、正義、人間らしい積極的な思想を広めたことで、人々の彼らに対する見方を変え、各種メディアは積極的な報道や正式な宣伝を始めるまでに至り、「“80後”は主流派」とまで言われるようになった。
“80後”は改革開放政策実施後から続く日々の発展とともに成長してきた新しい世代である。30年前後の人生の中で目的達成の為にたゆまず努力してきた国の奮闘のすべてを目の当たりにしてきたのだ。“90後”との違いとして“80後”の彼らは、小さなころから祖国が立ち遅れ、困難に立ち向うところから見る間に今日の成功を収めるまでの全ての記憶を有しているということである。生活を取り巻く先端技術も無く、モノも単純な生活をすごせる程度しかない、今となっては貴重で特別な子供時代から、中国における情報新時代に突入し、真っ先に新しい物事に触れられるようになり、21世紀における個性的な一世代の第一陣となった少年時代を経て、今では民族の栄誉や国家の行く末について考え、日々社会的責任を負うものとして成熟している一世代となっているのである。

## “80後”の現状
何かと批判の的となってきた“80後”達だが、彼らは中国で現代的高等教育を受けた最初の世代であることに注意しなければならない。
1970年代まで、ほとんどの中国人は教育を受ける機会を奪われていた。文化大革命で紅衛兵が学校制度を破壊し、1968年から10年間、約1600万人の若者が農村や辺境に下放された（上山下郷運動）。知識階級の子弟も下放された。大学は閉鎖され、知識階級が撲滅されたのである。しかし、改革開放後急速な発展を遂げてきた現在では、大学進学率は2003年で20％を超えている。
しかし、低い就職率と不動産価格そして“70後”との女性争奪戦がこの世代が抱える主要な課題となっている。仕事を始めたばかりの彼らは収入が低く、その上物価の上昇により、望まずにして「月光族（収入をすぐ使い果たしてしまう人々）」となってしまっているのである。また彼らはもうすぐ家庭を持つというプレッシャーにも直面しており、こういったプレッシャーが“80後”達を成熟させている。
“80後”は2010年代において働き盛りの年齢であり、徐々に各職場においても責任あるポストに就くようになったため、次第に理性的になってきた。また“80後”はインターネット利用者が多く、最先端技術で時代をリードする存在になっているとの評価もある。

## “70後”と“80後”世代である30歳の生活状況比較調査
2010年、“80後”の中で最も年上の世代が30歳となった。
河南省では2011年“70後”と“80後”世代である30歳の生活状況比較調査が実施された。その結果、30歳の“80後”の約3割が独身で、4割が持ち家が無く、7割が車を持っていない、6割が家庭における責任をになうことに不安を感じていると言うことが分かった。
一方、“70後”の生活は家族を持ち、安定した仕事に就くなど、全体的に安定した生活を送っている。
心の中
調査の結果67.72％の“80後”が漠然とした不安を持ち、プレッシャーを感じていた。また、約41％の“80後”が将来の生活に対して計画性を持っているのに対し、“70後”は33％にとどまった。したがって、“80後”は“70後”に比べて不動産価格が高騰している厳しい社会環境の中で、将来についてより念入りに計画を立てているといえる。
結婚
30歳の“80後”達の73.8％がすでに結婚しているのに対し、“70後”達が30歳のときには約90％がすでに結婚していた。鄭州市維情婚姻諮詢公司のコンサルタント陳玲によると、多くの“80後”にとって、恋愛の自由、流行、個性の追求などが晩婚の原因となっている。また晩婚化によって、子供を持つ年齢も遅くなっている。すでに結婚している“80後”の45.3％にはまだ子供がいない。一方で“70後”について30歳の時子供がいなかったのは25.9％となっている。結婚したばかりで家賃などの大きなプレッシャーに加えて、子供の負担まで負いたくないと考える“80後”は少なくないのである。
消費
車を持ち、家を持つことは生活品質の象徴と言える。調査の結果、“70後”の7割が家を持っているのに対し、“80後”は60％。“70後”の20％が車を持っているのに対し、“80後”は25％であることが分かった。30歳時“70後”は家を持っていた人の割合が比較的高く、一方“80後”は車を持っている割合のほうが高い。この結果の背景には、不動産価格が与えるプレッシャーが“70後”の30歳当時に比べて高い、という現実がある。現在78％の“80後”が、一月の給料では1平方の部屋すら買えないのに対し、10年前、“70後”が30歳のときは69％であった。
仕事
調査の結果“80後”のほぼ半数が30歳までに少なくとも2回仕事を変えており、36％がまだ安定した職に就けていないことが分かった。それに対し、“70後”が30歳の時には70.2％がすでに安定した職についており、3回以上転職したことがあるのは14.2％だった。
プレッシャー
“80後”着るものや食べ物に困らず、甘やかされて育ったと思われているが、彼らの生活は世間から思われているほどあか抜けても、ワガママでもない。社会の変革の中で育った彼らには現実面や精神面においてプレッシャーを感じている。調査の結果、30歳のとき“80後”の40.6％は主に住宅に対しプレッシャーを感じており、年寄りや子供に対するプレッシャーを感じる割合は比較的低かった。一方、30歳のとき“70後”の29.7％が住宅に、仕事の安定、年寄りなど様々な要素に対しプレッシャーを感じる割合はそれぞれ20％程度であった。
ここから、“80後”の約半数が住宅に対し強いプレッシャーを感じており、“70後”は物事に対し平均的にプレッシャーを感じているという実情が明らかとなった。